# 多功能视频编码
多功能影像编码（Versatile Video Coding，简称VVC），也称为H.266、MPEG-I第3部分或未来影像编码（FVC），是由联合视频专家组（JVET），于2020年7月6日最终确定的影像压缩标准。它是高效影像编码 （HEVC，也称为ITU-T H.265和MPEG-H第2部分）的后继标准。

## 概述
在2015年10月，MPEG和VCEG成立了联合视频探索小组（Joint Video Exploration Team, JVET），以评估可用的压缩技术并研究下一代视频压缩标准的要求。 在相同的编码质量下，新算法的压缩率应較旧算法勝出30–50％，而其应支持的其他特性有：
- 无损和主观无损压缩。
- 4K到16K的分辨率以及全景视频
- 10至16位的YCbCr 4:4:4、4:2:2和4:2:0、BT.2100宽色域
- 峰值亮度为1000、4000和10000尼特的高动态范围（HDR）
- 辅助通道（用于记录深度，透明度等）
- 0-120 Hz的可变帧速率和分数帧速率
- 关于时间（帧速率）、空间（分辨率）、信噪比、色域和动态范围差异的可适性视频编码
- 立体声/多视角编码
- 全景格式
- 静态图像编码

该标准预期的编码复杂度为HEVC的数倍（最多十倍），但具体取决于编码算法的质量。其解码复杂度预期约为HEVC的两倍。 

## 历史
2017年10月，JVET发布了最终的“提案征集”，正式开始了标准化流程。 
2018年4月，发布了VVC的第一版工作草案。 
在IBC 2018上，演示了基于VVC的初步方案，据称该方案比HEVC压缩视频的效率高40％。 
2020年7月6日，VVC的最终标准获得批准。

### 当前时间表
- 2017年10月：征集提案
- 2018年4月：对收到的提案和本标准的初稿进行评估[8]
- 2019年7月：委员会草案投票
- 2019年10月：国际标准草案投票
- 2020年7月6日：最终标准完成许可